# Didi (Fußballspieler, 1976)

Didi, eigentlich Sebastião Pereira do Nascimento (* 24. Februar 1976 in Parelhas, Rio Grande do Norte) ist ein ehemaliger brasilianischer Fußballspieler.
1999 wurde Didi vom VfB Stuttgart für geschätzte 4 Millionen Mark vom FC Ituano Sao Paulo gekauft. Der VfB erhoffte sich durch ihn eine deutliche Verstärkung für den Sturm. Allerdings kam er nur zu zwei Kurzeinsätzen und fehlte ständig beim Training. So stellte man nach einer sportärztlichen Untersuchung fest, dass er aufgrund eines Knorpelschadens im Knie untauglich war.
Didi wechselte per Sommer 2000 zum Schweizer Meister FC St. Gallen, konnte dort aber die Erwartungen nicht erfüllen und kam folglich kaum zum Einsatz. Schon im Oktober 2000 wurde sein Wechsel zum FC Aarau per Januar 2001 verkündet. Dort blieb er bis Sommer. Anschließend spielte er in Südkorea, Brasilien und Mexiko.